# إيما كاثروود
إيما كاثروود (بالإنجليزية: Emma Catherwood)‏ هي ممثلة بريطانية، ولدت في 7 ديسمبر 1981.

## أعمال

### أفلام
- (2009) ضد الظلام

## وصلات خارجية
- إيما كاثروود على موقع IMDb (الإنجليزية)
- إيما كاثروود على موقع ألو سيني (الفرنسية)
- إيما كاثروود على موقع أول موفي (الإنجليزية)
- إيما كاثروود على موقع قاعدة بيانات الفيلم (الإنجليزية)
- إيما كاثروود على موقع كينوبويسك (الروسية)